# Rexona

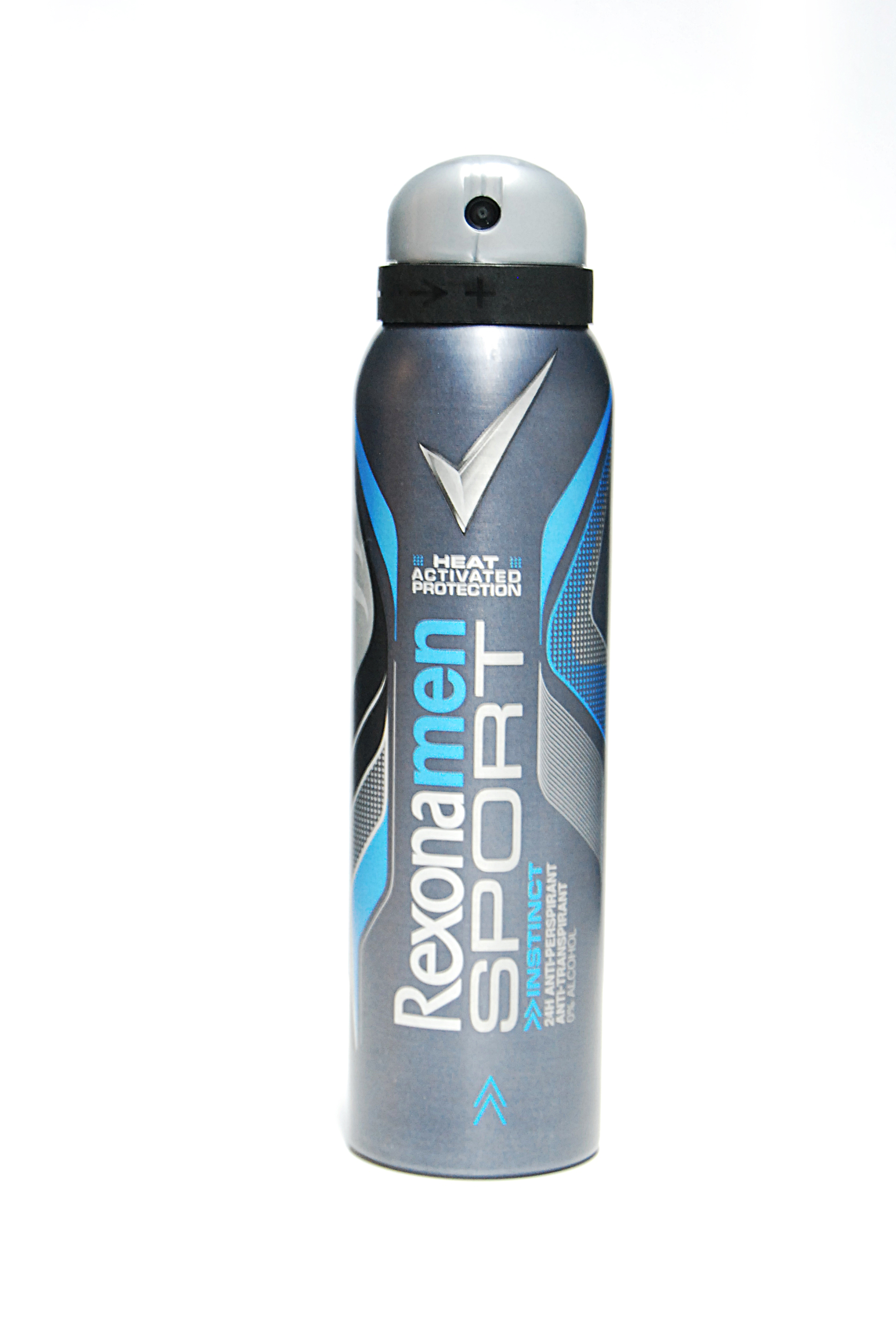
Rexona dezodor férfiaknak

A Rexona egy dezodormárka, ami a brit-holland Unilever tulajdonában van. A világ számos helyén forgalmazzák (az Egyesült Királyságban és Írországban Sure, az Amerikai Egyesült Államok-ban és Kanadában Degree néven). Mind a nők (Rexona Women), mind a férfiak (Rexona Men) számára készítenek izzadásgátló termékeket aeroszol, stift és golyós dezodor kiszerelésben.

## Története
A Rexona márkát 1908-ban vezették be Ausztráliában a következő termékpalettával: dezodor, szappan, borotvakrém és borotvapamacs. A Rexona termékek exportja 1910-ben kezdődött meg. Az Unilever 1929-ben vásárolta meg a Rexona márkát és a ,,receptet”. 
Az 1950-es években megjelentek a golyós Rexona dezodorok, melyek kifejlesztését a golyóstoll inspirálta. Az 1970-es években az Unilever kifejlesztett egy új izzadásgátló hatóanyagot, melyet a korábbi megoldásokkal szemben már izzadásgátló aeroszolokban is használtak. Ugyancsak az 1970-es években vezették be az izzadásgátló stifteket.
Az 1990-es években új izzadásgátló applikátorformák kerültek bevezetésre: izzadásgátló gél és az ún. száraz izzadásgátló krémek. 

## Innovációk
- Fehér folt elleni védelem: 2003-ban a Rexona bevezette  a Crystal termékcsaládot. A termékekben alkalmazott új technológia  csökkentette az izzadásgátló dezodorok okozta fehér foltokat a ruhán és a testen egyaránt. A Rexona vezetett be először ilyen technológiát.
- Body Responsive technológia: 2007-ben a Rexona bemutatta a Body Responsive technológiát, amely a test természetes izzadási reakciójával összhangban működik.
- Feje tetejére állított golyós dezodor: 2008-ban a Rexona megoldást talált a golyós dezodorok beszáradásának problémájára: piacra dobta a „feje tetejére állított” golyós dezodorokat.

2009-ben több termékinnováció is történt:
- a Skin Care termékcsalád, amely ápolja a borotválástól irritált bőrt;
- a Naturals termékcsalád, amely 48 órás izzadásgátló hatást biztosít, és természetes összetevőkkel ápolja a hónalj bőrét;
- a Rexona Illatkollekció, amely izzadásgátló dezodorainak illatával a parfümök világát idézi.
- White Mark Control technológia a fehér foltok ellen: 2010-ben megújult a Crystal termékcsalád: az izzadásgátló komponensek rendkívül kis mérete, és az azokat befedő olajos maszkrendszer együttesen még tovább csökkentette a fehér foltok kialakulásának lehetőségét a sötét ruhákon és a testen egyaránt.
- Motionsense technológia: A Rexona 2011-ben mutatta be a szabadalmaztatott Motionsense a technológiát, melynek lényege, hogy egy lépéssel az izzadás előtt jár, és már a mozgás hatására működésbe lép, ezáltal a hónalj hosszabb ideig száraz és friss maradhat. A rendkívül apró mikrokapszulák a bőr felszínén „érzékelik” a mozgást, széthasadnak, majd friss illatot bocsátanak ki, melyet egész nap érezhetsz

## Társadalmi felelősségvállalás
A Rexona tulajdonosa, az Unilever a 12. egymást követő évben áll a Dow Jones Fenntarthatósági Index (DJSI) egyik főkategóriája, az Élelmiszer és Ital kategória élén. 
A vállalat nevéhez számos felelős kampány kötődik, ilyen például a Dove kampánya a valódi szépségért), a Delikát8 márka Főzzön játszóteret! vagy a Gazdálkodj és Segíts Okosan.
A magyarországi leányvállalat, az Unilever Magyarország Kft., 2010 őszén az eladáshelyi állványait újrahasznált papírból készült állványokra cserélte. Ezzel a lépéssel több ezer fa életét mentette meg a cég.